# Burgas (kommun)
Obsjtina Burgas (bulgariska: Община Бургас) är en kommun i Bulgarien. Den ligger i regionen Burgas, i den östra delen av landet, 300 km öster om huvudstaden Sofia.
Obsjtina Burgas delas in i:
- Banevo
- Bălgarovo
- Draganovo
- Vetren
- Izvor
- Izvorisjte
- Marinka
- Ravnets
- Rudnik
- Tvărditsa
- Tjerno more

Följande samhällen finns i Obsjtina Burgas:
- Burgas
- Bălgarovo

Runt Obsjtina Burgas är det ganska tätbefolkat, med 199 invånare per kvadratkilometer.